# Västmanlands läns västra valkrets
Västmanlands läns västra valkrets var vid riksdagsvalen till andra kammaren 1911-1920 en egen valkrets med tre mandat. Valkretsen avskaffades inför riksdagsvalet 1921 och uppgick i Västmanlands läns valkrets.

## Riksdagsmän

### 1912–första riksmötet 1914
- Adolf Janson, lib s
- Johan Forssell, s
- Gustaf Adolf Rundgren, s

### Andra riksmötet 1914
- Adolf Janson, lib s
- Johan Forssell, s (t.o.m. 18/9 1914)
  - Albert Zander, s (6/10–31/12 1914)
- Gustaf Adolf Rundgren, s

### 1915–1917
- Adolf Janson, lib s
- Carl Johan Ericsson, s
- Albert Zander, s

### 1918–1920
- Adolf Janson, lib s
- Carl Johan Ericsson, s
- Albert Zander, s

### 1921
- Adolf Janson, lib s
- Carl Johan Ericsson, s
- August Wilhelm Pettersson, s